# Gabriel Barbosa
Gabriel Barbosa Almeida, ismertebb nevén Gabigol, vagy egyszerűen csak Gabriel, (1996.  augusztus 30. –), brazil válogatott labdarúgó, a Cruzeiro csatára.

## Pályafutása
Az 1996. augusztus 30-án São Bernardo do Campo városában született Gabriel Barbosa 2004-ben, nyolcévesen csatlakozott a Santos ifjúsági csapatához. 2012. szeptember 25-én írta alá első profi szerződését, majd 2013 márciusában bemutatkozhatott a felnőttek között is, mindössze 16 évesen.
A következő évben egyre több lehetőséget kapott, 2015-ben és 2016-ban pedig állami bajnokságot nyert, teljesítményével pedig több nagy európai klub, többek közt a Real Madrid és a Barcelona figyelmét is felkeltette.
2016. augusztus 30-án az olasz Internazionalehoz írt alá.
2017. augusztus 31-én a portugál Benfica vette kölcsön.
2018. január 25-én újra a Santos-hoz került egy évre kölcsönbe.
2025. január 1-jén a Cruzeiro 2028-ig szerződtette.

## Válogatott
A brazil válogatottban 2016. május 30-án mutatkozott be Panama ellen, mégpedig góllal. Részt vett a 2016-os, centenáriumi Copa Américán, ahol Haiti ellen csereként beállva szerzett gólt.

## Sikerei, díjai

### Klub
- Santos
  - São Paulo állam bajnoka: 2015, 2016

- Flamengo
  - Brazil bajnok: 2019, 2020
  - Rio de Janeiro állam bajnoka: 2019, 2020, 2021, 2024
  - Copa Libertadores: 2019, 2022
  - Recopa Sudamericana: 2020
  - Brazil kupa: 2022, 2024
  - Brazil szuperkupa:2020, 2021

### Válogatott
- Brazília U23
  - Olimpiai aranyérmes: 2016

### Egyéni elismerései
- A Brazil Kupa gólkirálya: 2014, 2015, 2018
- Bola de Prata, az év felfedezettje: 2015[9]
- Paulista állami bajnokság, az év csapatának tagja: 2016,[10] 2018
- Bola de Prata: 2018, 2019[11]
- Az országos brazil bajnokság gólkirálya: 2018, 2019
- Brazil bajnokság, az év csapatának tagja: 2018, 2019[12]
- Carioca állami bajnokság, az év csapatának tagja: 2019
- A Copa Libertadores gólkirálya: 2019
- Bola de Ouro: 2019[11]
- Az év dél-amerikai labdarúgója[13]